# Radiopółkompas
Radiopółkompas - półautomatyczny radionamiernik pokładowy, stosowany w samolotach do radionawigacji. 
Stanowi uproszczoną odmianę radiokompasu, z nieruchomą ramową anteną kierunkową. Współpracuje z naziemną radiostacją prowadzącą (np. radiolatarnią). Wskaźnik radiopółkompasu wskazuje odchylenie osi podłużnej samolotu od kierunku na radiostację prowadzącą, przy schodzeniu z zadanego kierunku namierzania, lecz jedynie w ograniczonym zakresie kątów z uwagi na nieruchomą antenę. Radiopółkompasy zostały wyparte przez radiokompasy i nowsze przyrządy nawigacyjne. 